# Cyclosorus berroi
Cyclosorus berroi är en kärrbräkenväxtart som först beskrevs av Carl Frederik Albert Christensen, och fick sitt nu gällande namn av Delia Abbiatti. Cyclosorus berroi ingår i släktet Cyclosorus och familjen Thelypteridaceae. Inga underarter finns listade.